# کیتی لیانگ
کیتی لیانگ (زاده ۸ اوت ۱۹۸۷) بازیگر اسکاتلندی است که بیشتر برای بازی در نقش چو چانگ در مجموعه فیلم‌های هری پاتر او شناخته شده است.
او در حالی این نقش را بازی کرد که تنها ۱۳ سال داشت.

## فیلموگرافی
| سال  | نام اثر                              | نقش     | نکات مهم |
| ---- | ------------------------------------ | ------- | -------- |
| 2005 | هری پاتر و جام آتش                   | چو چانگ | فیلم     |
| 2007 | هری پاتر و محفل ققنوس                | چو چانگ | فیلم     |
| 2007 | هری پاتر و محفل ققنوس (بازی ویدئویی) | چو چانگ | صداپیشه  |
| 2009 | هری پاتر و شاهزاده دورگه             | چو چانگ | فیلم     |
| 2010 | هری پاتر و یادگاران مرگ - قسمت اول   | چو چانگ | فیلم     |
| 2011 | هری پاتر و یادگاران مرگ - قسمت دوم   | چو چانگ | فیلم     |

### Stage
| سال  | نام اثر    | نقش        | نکات مهم |
| ---- | ---------- | ---------- | -------- |
| 2012 | Wild Swans | Jung Chang |          |

### تلویزیون
| سال  | نام اثر             | نقش      | نکات مهم                                                                   |
| ---- | ------------------- | -------- | -------------------------------------------------------------------------- |
| 2008 | پوآروی آگاتا کریستی | Hsui Tai | (TV) Episode "Cat Amongst the Pigeons". آی‌تی‌وی (شبکه تلویزیونی) production |

### موزیک ویدئو
| سال  | نام اثر                                          | نقش       | نکات مهم |
| ---- | ------------------------------------------------ | --------- | -------- |
| 2007 | Love Coming Home (愛回家) (Music Video) – Leo Ku | دوست دختر |          |